# Liste d'Abydos

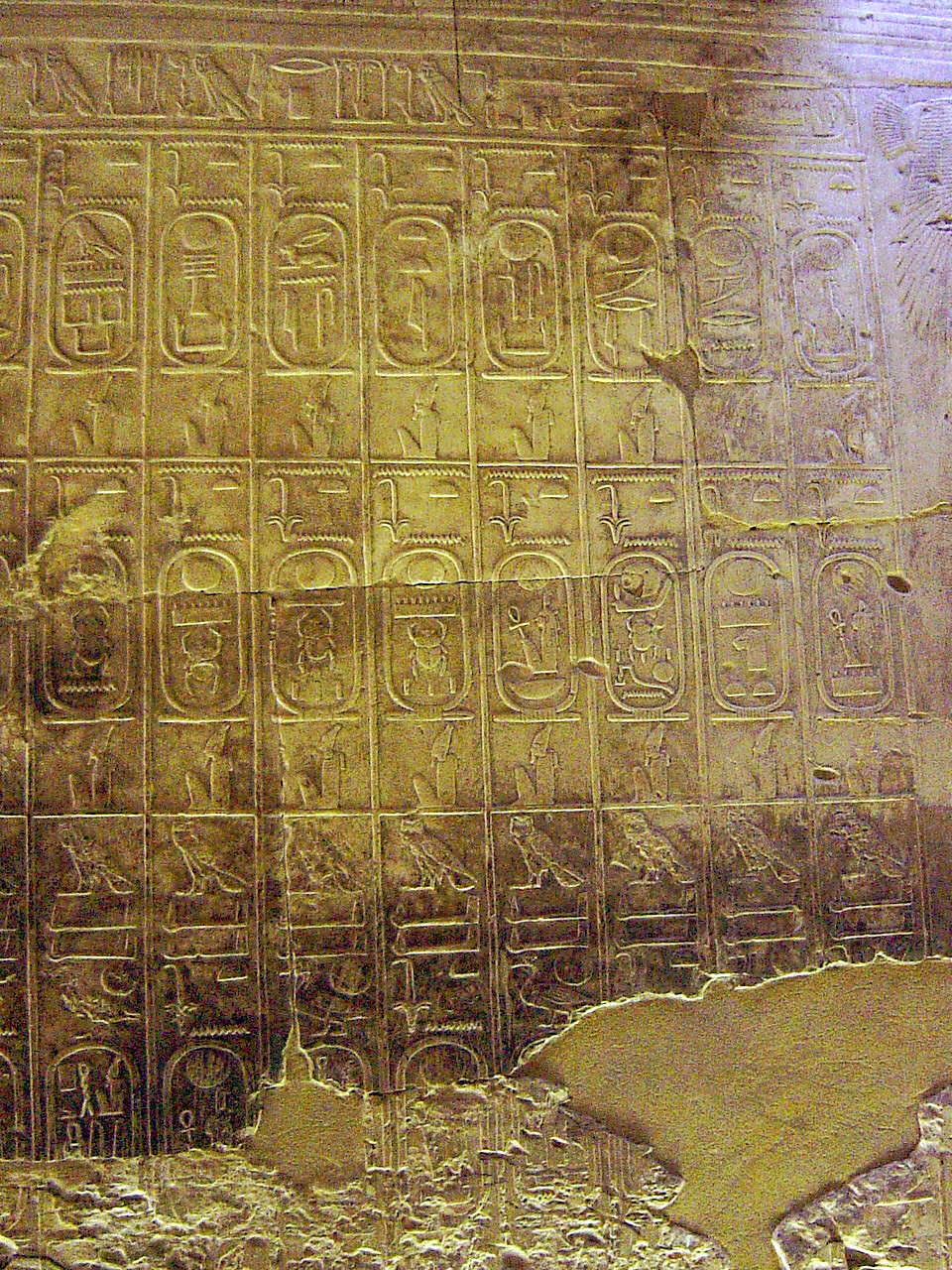
Vue partielle de la liste d'Abydos

La liste d'Abydos, appelée également table d'Abydos, est la représentation des cartouches de soixante-seize rois ayant précédé Séthi Ier. Elle est située sur un mur du temple construit par ce pharaon à Abydos en Égypte, dans un passage qui était à l'origine la chapelle de Sekhmet.
Séthi Ier apparaît à gauche de la liste, avec son fils, le futur Ramsès II, portant des encensoirs. Ils sont en chemin pour faire une offrande à Ptah-Seker-Osiris de la part de leurs prédécesseurs, dont les noms sont figurés dans la liste voisine.
La mémoire des ancêtres jouant un rôle primordial dans la société, Séthi Ier a fait inscrire cette liste dans un but cultuel, désirant ainsi faire vivre le nom de ses prédécesseurs et s'inscrire dans une continuité dynastique. Il y manque ainsi les souverains considérés comme illégitimes : les rois Hyksôs, la reine-pharaon Hatchepsout, et les souverains liés à la période d'Amarna et au culte du dieu Aton : Akhenaton, Smenkhkarê, Toutânkhamon, Aÿ. De plus, l'objectif de Séthi étant de se montrer l'héritier d'une lignée harmonieuse, les chevauchements de règnes sont systématiquement gommés.
Cependant, en plus de fournir l'ordre de succession des pharaons de l'Ancien Empire, la liste d'Abydos est la seule source mentionnant les noms de nombreux pharaons des VIIe et VIIIe dynasties.

### 

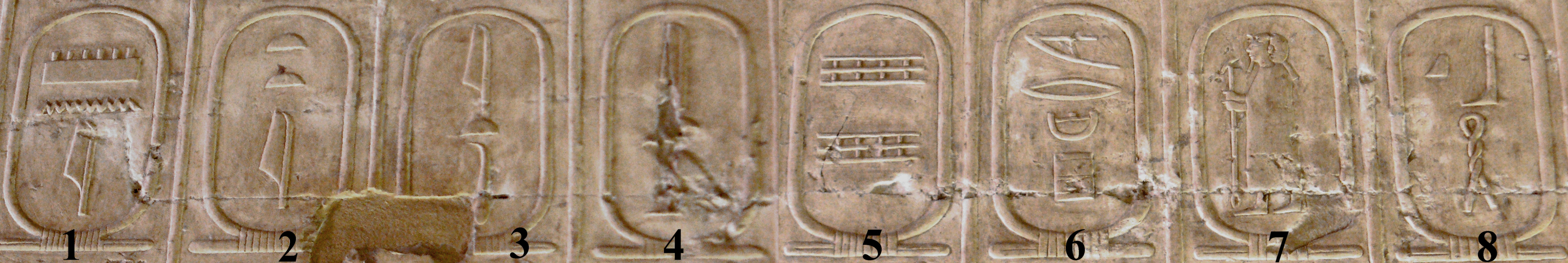
Cartouches 1 à 8 (cliquer pour agrandir)

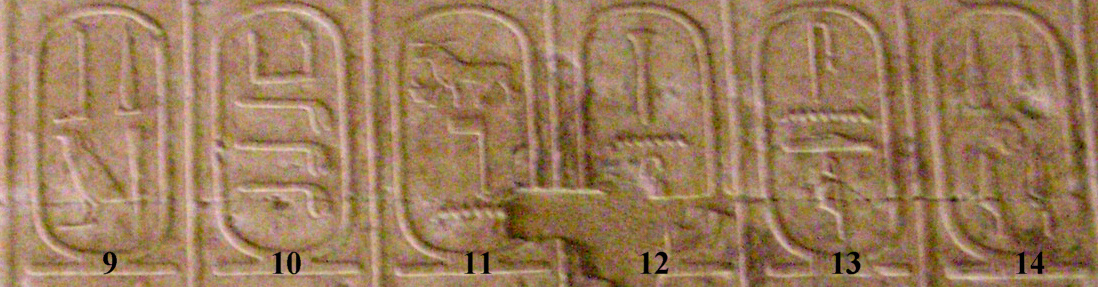
Cartouches 9 à 14 (cliquer pour agrandir)

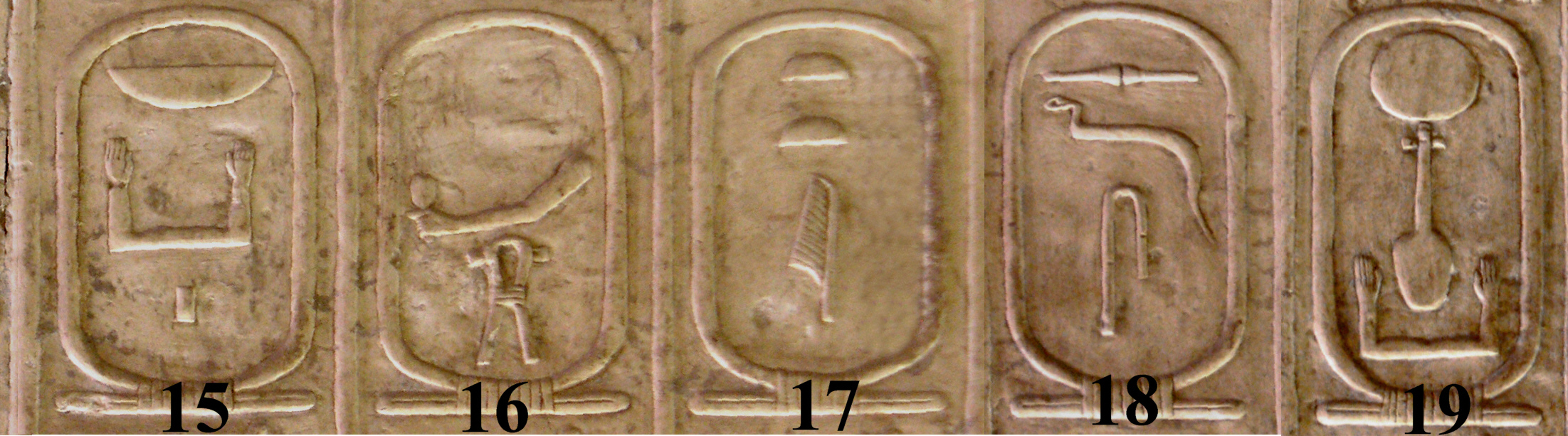
Cartouches 15 à 19 (cliquer pour agrandir)

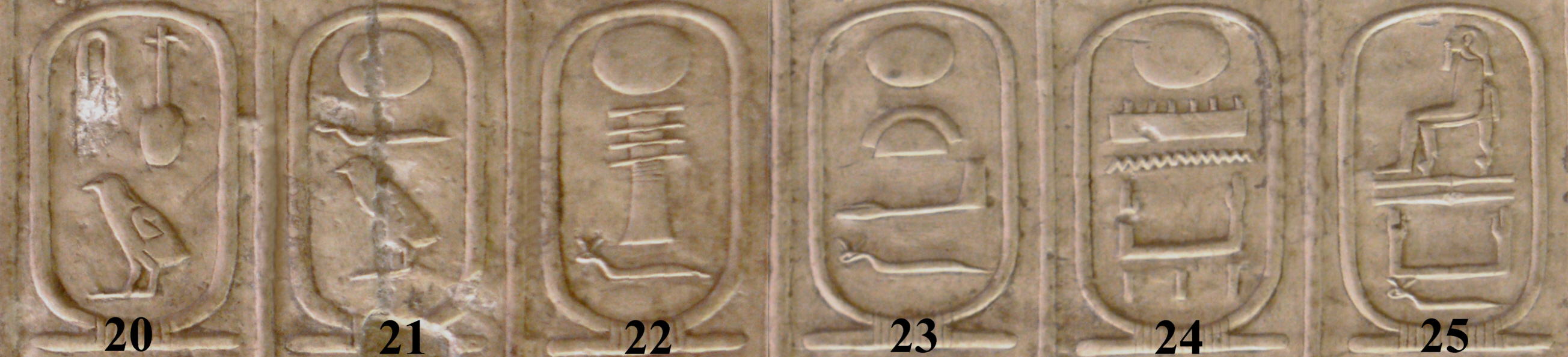
Cartouches 20 à 25 (cliquer pour agrandir)

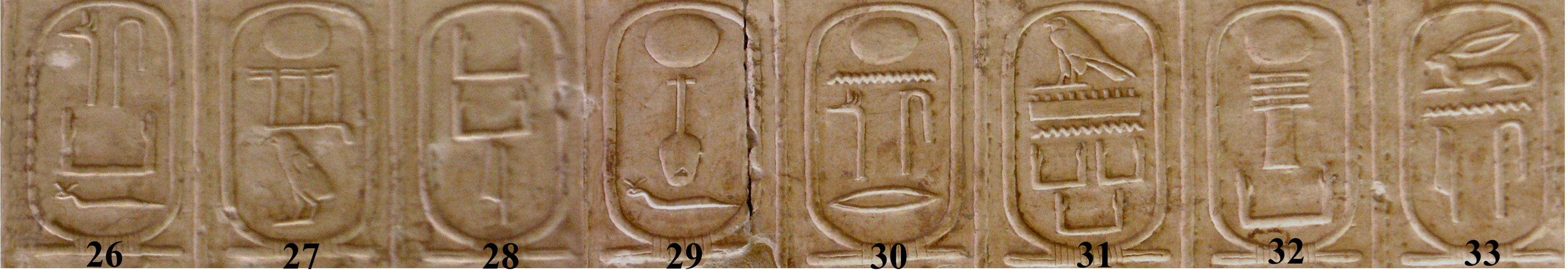
Cartouches 26 à 33 (cliquer pour agrandir)

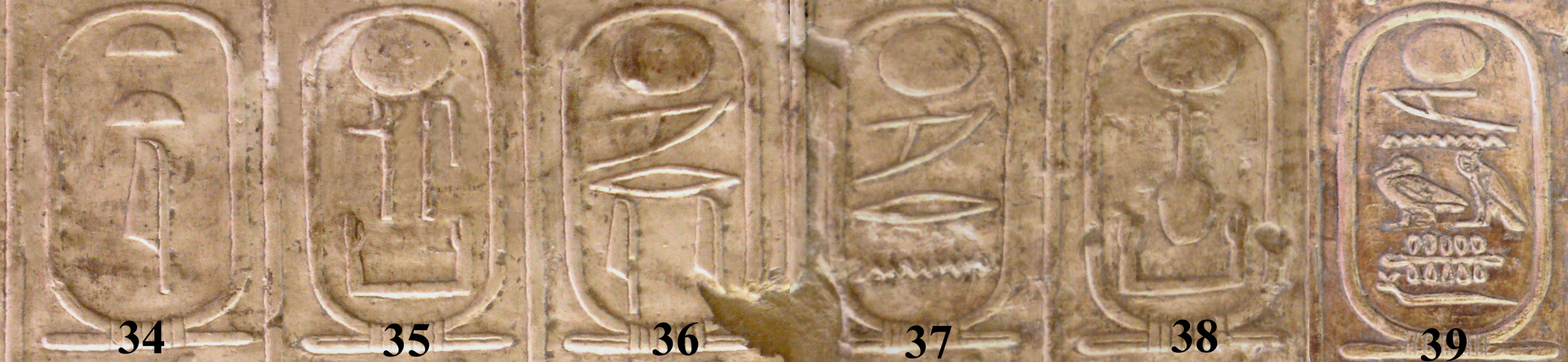
Cartouches 34 à 39 (cliquer pour agrandir)

### VIIe et

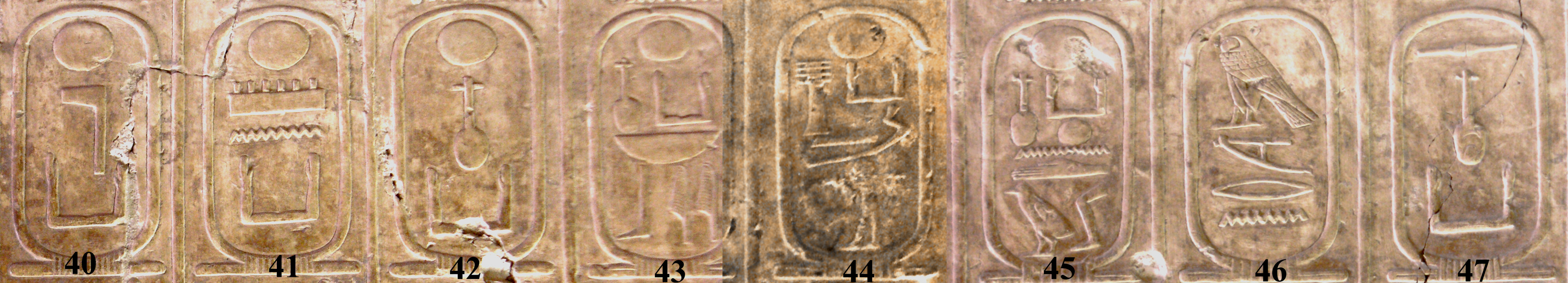
Cartouches 40 à 47 (cliquer pour agrandir)

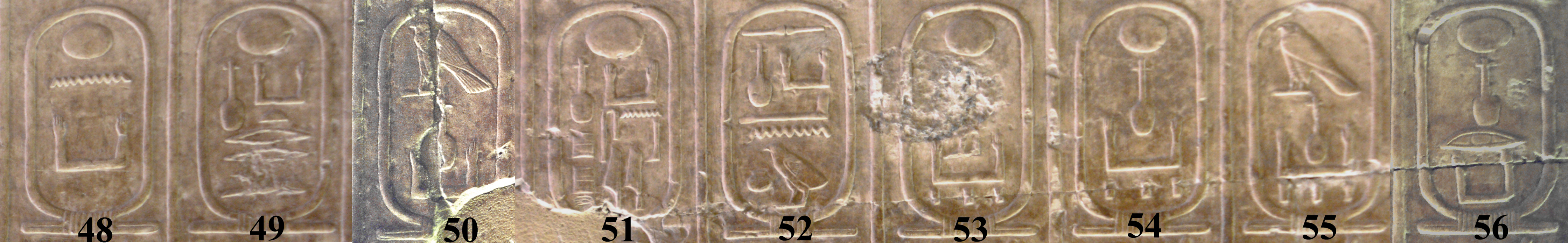
Cartouches 48 à 56 (cliquer pour agrandir)

### XIe et

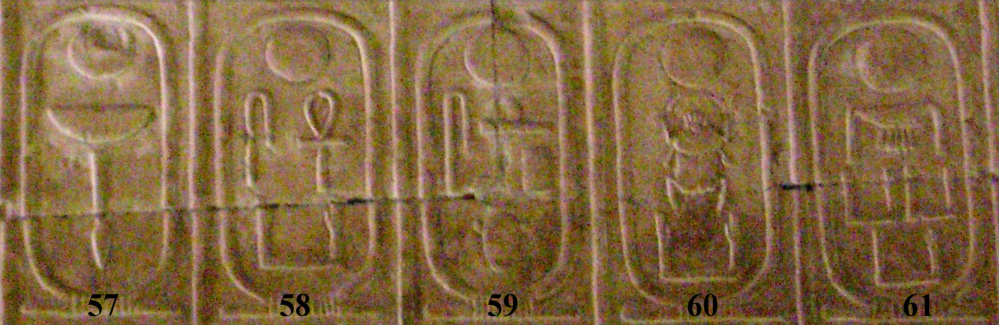
Cartouches 57 à 61 (cliquer pour agrandir)

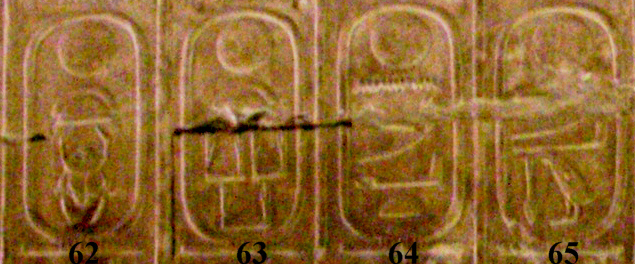
Cartouches 62 à 65 (cliquer pour agrandir)

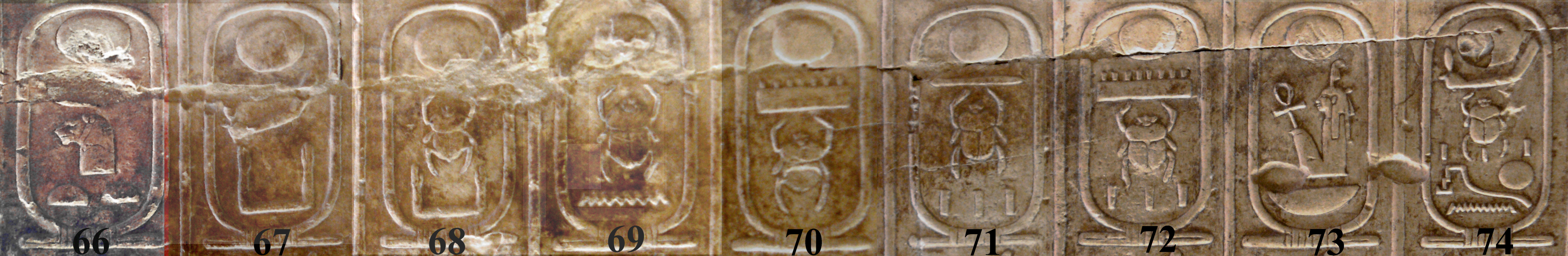
Cartouches 66 à 74 (cliquer pour agrandir)

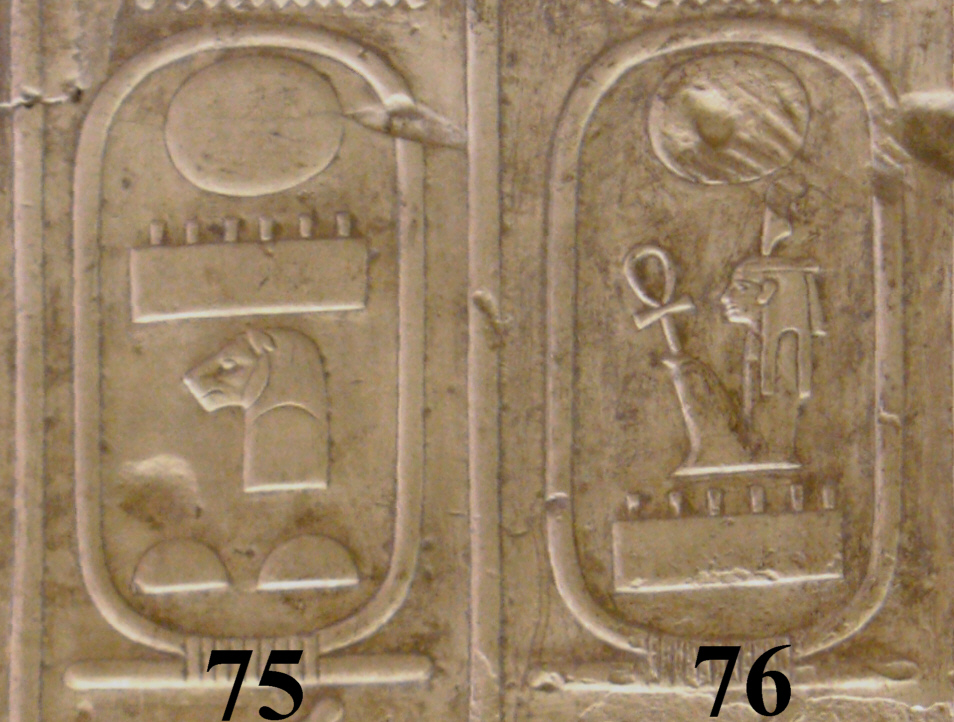
Cartouches 75 et 76

## Souverains mentionnés

### Iredynastie
| Cartouches 1 à 8 | N°           | Nom sur la liste          | Nom commun |
| ---------------- | ------------ | ------------------------- | ---------- |
|                  | 1            | Méni                      | Narmer     |
| 2                | Téti         | Hor-Aha                   |            |
| 3                | Iti          | Djer                      |            |
| 4                | Ita          | Ouadji (aussi nommé Djet) |            |
| 5                | Semty        | Den                       |            |
| 6                | Meribiap(ou) | Adjib                     |            |
| 7                | Semsou       | Sémerkhet                 |            |
| 8                | Qebeh        | Qâ                        |            |

### IIedynastie
| Cartouches 9 à 14 | N°        | Nom sur la liste | Nom commun     |
| ----------------- | --------- | ---------------- | -------------- |
|                   | 9         | Bedjaou          | Hotepsekhemoui |
| 10                | Kakaou    | Nebrê            |                |
| 11                | Banetjer  | Ninetjer         |                |
| 12                | Ouadjenes | Ouneg ?          |                |
| 13                | Sénedj    | Sénedj           |                |
| 14                | Djadjay   | Khâsekhemoui     |                |

### IIIedynastie
| Cartouches 15 à 19 | N°        | Nom sur la liste                               | Nom commun |
| ------------------ | --------- | ---------------------------------------------- | ---------- |
|                    | 15        | Nebka                                          | Sanakht ?  |
| 16                 | Djésersa  | Netjerikhet (plus connu sous le nom de Djéser) |            |
| 17                 | Téti      | Sekhemkhet ?                                   |            |
| 18                 | Sedjes    | Khaba ?                                        |            |
| 19                 | Néferkarê | Houni ?                                        |            |

### IVedynastie
| Cartouches 20 à 25 | N°         | Nom sur la liste | Nom commun |
| ------------------ | ---------- | ---------------- | ---------- |
|                    | 20         | Snéfrou          | Snéfrou    |
| 21                 | Khoufou    | Khoufou          |            |
| 22                 | Rêdjedef   | Djédefrê         |            |
| 23                 | Khafrê     | Khafrê           |            |
| 24                 | Menkaourê  | Menkaourê        |            |
| 25                 | Chepseskaf | Chepseskaf       |            |

### Vedynastie
| Cartouches 26 à 33 | N°         | Nom sur la liste  | Nom commun |
| ------------------ | ---------- | ----------------- | ---------- |
|                    | 26         | Ouserkaf          | Ouserkaf   |
| 27                 | Sahourê    | Sahourê           |            |
| 28                 | Kakaï      | Néferirkarê Kakaï |            |
| 29                 | Néferefrê  | Néferefrê         |            |
| 30                 | Niouserrê  | Niouserrê         |            |
| 31                 | Menkaouhor | Menkaouhor        |            |
| 32                 | Djedkarê   | Djedkarê Isési    |            |
| 33                 | Ounis      | Ounas             |            |

### VIedynastie
| Cartouches 34 à 39 | N°                | Nom sur la liste | Nom commun |
| ------------------ | ----------------- | ---------------- | ---------- |
|                    | 34                | Téti             | Téti       |
| 35                 | Ouserkarê         | Ouserkarê        |            |
| 36                 | Méryrê            | Pépi Ier         |            |
| 37                 | Mérenrê           | Mérenrê Ier      |            |
| 38                 | Néferkarê         | Pépi II          |            |
| 39                 | Mérenrê Amtyemsaf | Mérenrê II       |            |

### VIIeetVIIIedynasties
| Cartouches 40 à 47 | N°                | Nom sur la liste | Nom commun |
| ------------------ | ----------------- | ---------------- | ---------- |
|                    | 40                | Netjerikarê      | Netjerkarê |
| 41                 | Menkarê           | Menkarê          |            |
| 42                 | Néferkarê         | Néferkarê II     |            |
| 43                 | Néferkarê Neby    | Néferkarê III    |            |
| 44                 | Djedkarê Shemaï   | Djedkarê II      |            |
| 45                 | Néferkarê Khendou | Néferkarê IV     |            |
| 46                 | Mérenhor          | Mérenhor         |            |
| 47                 | Snéferka          | Néferkamin Ier   |            |

| Cartouches 48 à 56 | N°                  | Nom sur la liste    | Nom commun |
| ------------------ | ------------------- | ------------------- | ---------- |
|                    | 48                  | Nykarê              | Nykarê     |
| 49                 | Néferkarê Térérou   | Néferkarê V         |            |
| 50                 | Néferkahor          | Néferkahor          |            |
| 51                 | Néferkarê Pepiseneb | Néferkarê Pepiseneb |            |
| 52                 | Snéferka Anou       | Néferkamin Anou     |            |
| 53                 | Qakarê              | Qakarê Ibi          |            |
| 54                 | Néferkaourê         | Néferkaourê         |            |
| 55                 | Néferkaouhor        | Néferkaouhor        |            |
| 56                 | Néferirkarê         | Néferirkarê II      |            |

### XIeetXIIedynasties
| Cartouches 57 à 61 | N°          | Nom sur la liste | Nom commun     |
| ------------------ | ----------- | ---------------- | -------------- |
|                    | 57          | Nebkhaourê       | Montouhotep II |
| 58                 | Sânkhkarê   | Montouhotep III  |                |
| 59                 | Séhétepibrê | Amenemhat Ier    |                |
| 60                 | Khéperkarê  | Sésostris Ier    |                |
| 61                 | Nebkaourê   | Amenemhat II     |                |

| Cartouches 62 à 65 | N°           | Nom sur la liste | Nom commun   |
| ------------------ | ------------ | ---------------- | ------------ |
|                    | 62           | Khakhéperrê      | Sésostris II |
| 63                 | Khakaourê    | Sésostris III    |              |
| 64                 | Nymaâtrê     | Amenemhat III    |              |
| 65                 | Maâtkhérourê | Amenemhat IV     |              |

### XVIIIedynastie
| Cartouches 66 à 74 | N°               | Nom sur la liste | Nom commun  |
| ------------------ | ---------------- | ---------------- | ----------- |
|                    | 66               | Nebpehtyrê       | Ahmôsis Ier |
| 67                 | Djéserkarê       | Amenhotep Ier    |             |
| 68                 | Âakhéperkarê     | Thoutmôsis Ier   |             |
| 69                 | Âakhéperenrê     | Thoutmôsis II    |             |
| 70                 | Menkhéperrê      | Thoutmôsis III   |             |
| 71                 | Âakhépérourê     | Amenhotep II     |             |
| 72                 | Menkhépérourê    | Thoutmôsis IV    |             |
| 73                 | Nebmaâtrê        | Amenhotep III    |             |
| 74                 | Djéserkhéperourê | Horemheb         |             |

### XIXedynastie
| Cartouches 75 et 76 | N°        | Nom sur la liste | Nom commun |
| ------------------- | --------- | ---------------- | ---------- |
|                     | 75        | Menpehtyrê       | Ramsès Ier |
| 76                  | Menmaâtrê | Séthi Ier        |            |